# Seznam českých velvyslanců v Maroku
Seznam českých velvyslanců v Maroku obsahuje vedoucí diplomatické mise České republiky v Maroku. 

## Čeští velvyslanci
- 1994–1999, Vladimír Sattran[1]
- 1999–2002, Ing. Pavel Jajtner (akreditace pro Mauritánii a Senegal)
- 2003–2008, Eleonora Urbanová (akreditace pro Mauritánii a Senegal)
- 2008–29. 5. 2011, MUDr. Tomáš Buřil (zemřel ve funkci)[2]
- 2. 4. 2012–8. 8. 2016, PeaDr. Michaela Froňková
- 2016–2021, Viktor Lorenc
- od 2021, JUDr. Ladislav Škeřík